# Philipp von Zesen

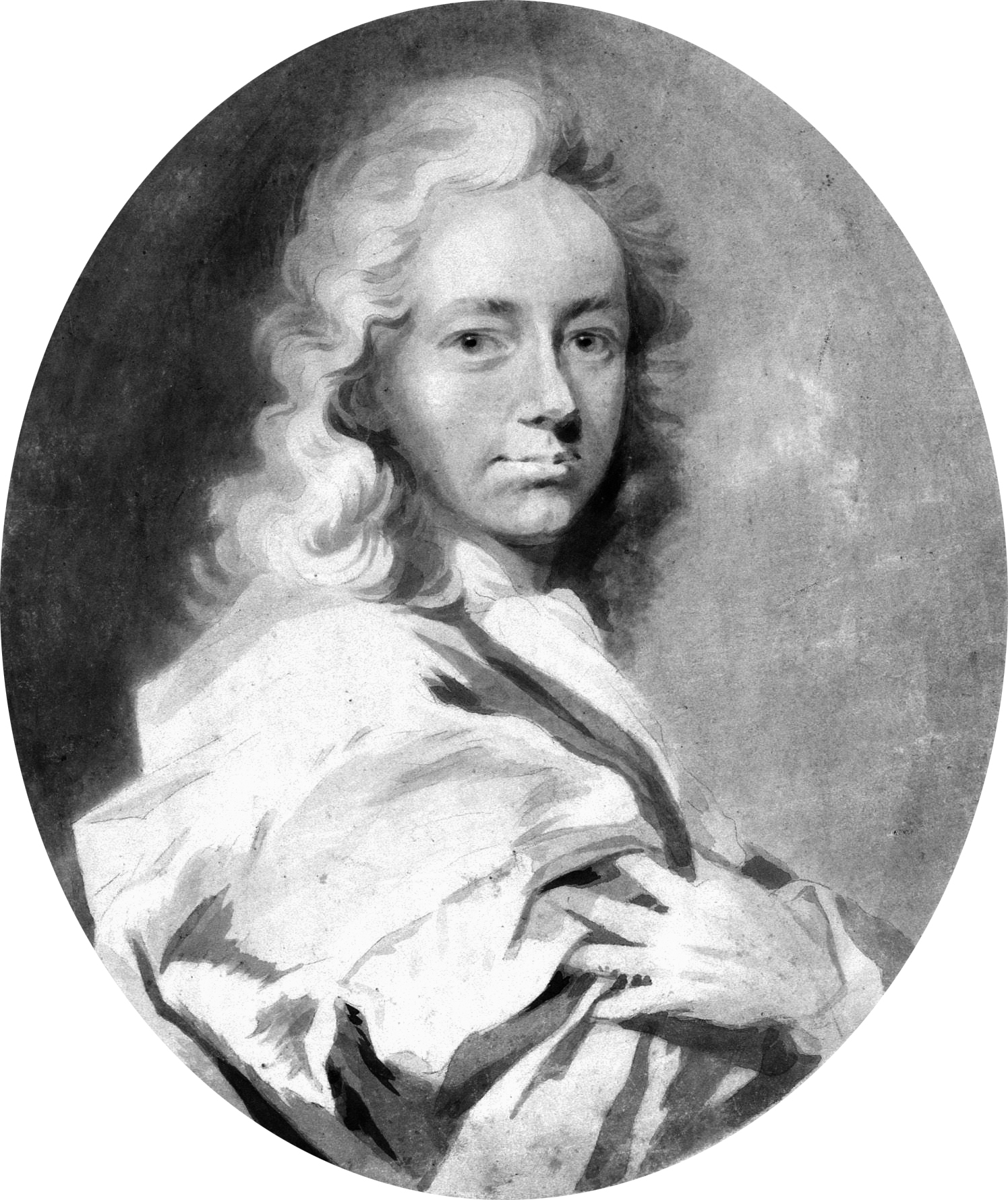
Philipp von Zesen

Philipp von Zesen (Priorau bij Dessau 8 oktober 1619 - Hamburg 13 november 1689) was een Duits schrijver van romans en kerkliederen. Hij was een van de eerste Duitse auteurs die van het schrijven kon leven. 
Von Zesen was de zoon van een lutherse pastoor. Hij studeerde retorica en poëtica aan de universiteit van Wittenberg. Tijdens de Dertigjarige Oorlog bezocht hij verschillende Europese landen waaronder Nederland. Hij woonde enige tijd in Amsterdam, en schreef voor latere bezoekers een wandelgids onder de titel "Beschreibung der Stadt Amsterdam". Daarin legt hij de nadruk op het kosmopolitische karakter dat deze stad in de Gouden Eeuw had. Met waardering beschrijft hij de immigrantenkerken, zoals de Waalse kerk en de Lutherse kerk, waar resp. in het Frans en het Duits werd gepreekt, en die mede door buitenlandse overheden werden bekostigd.
In 1653 werd Von Zesen door keizer Ferdinand III. in de adelstand verheven.

## Werk
Bekend en van blijvende waarde was vooral zijn werk op het gebied van taal- en literatuurtheorie. Hij was een taalzuiveraar en bedacht veel nieuwe Duitse woorden.
Die Adriatische Rosemund van 1645, een autobiografisch roman, was de eerste grote Duitse roman in de literatuur van het barok.
- Bibsys: 90340331
- Bibliothèque nationale de France: cb12032728v (data)
- Biografisch Portaal: 41190192
- CiNii: DA01220523
- Digitale Bibliotheek voor de Nederlandse Letteren: zese001
- Gemeinsame Normdatei: 118636596
- International Standard Name Identifier: 0000 0000 8078 7376
- Library of Congress Control Number: n84058091
- Nationale Bibliotheek van Tsjechië: mzk2008448963
- Nationale bibliotheek van Australië: 35849227
- Nationale Bibliotheek van Israël: 987007277310405171
- Nationale Bibliotheek van Polen: a0000001051926
- Nationale en Universitaire bibliotheek Zagreb: 000746408
- Nederlandse Thesaurus van Auteursnamen: 07016858X
- Réseau des bibliothèques de Suisse occidentale: 02-A003998101
- LIBRIS: 316030
- SNAC: w6rr229v
- Système universitaire de documentation: 028504356
- Trove: 1114826
- Virtual International Authority File: 26311
- WorldCat: E39PBJxCyDG9qhgqbqHqPJmfMP